# أمراض الرئة المهنية
أمراض الرئة المهنية هي حالات مرضية مهنية، أو مرتبطة بالعمل، تصيب الرئة، تسببها أو تفاقمها مواد يتعرض لها الفرد في بيئة العمل. تشمل مجموعة كبيرة من الأمراض، منها الربو المهني، والتهاب القصبات الصناعي، والداء الرئوي الساد المزمن، والتهاب القصيبات المسد، والأذية الاستنشاقية، وأمراض الرئة الخلالية (مثل تغبر الرئة، التهاب فرط التحسس الرئوي، التليف الرئوي)، وكذلك بعض الالتهابات، وسرطان الرئة، وورم الظهارة المتوسطة. يمكن أن تحدث هذه الأمراض بسبب الأذية المباشرة التي تسببها المواد أو نتيجة للاستجابة المناعية تجاه أنواع مختلفة من الغبار والمواد الكيميائية والبروتينات والكائنات الحية.
يمكن أن تشخص الأذية المهنية التي تظهر بهيئة التهاب رئوي خلالي خطأً على أنها الداء الرئوي الساد المزمن، أو التليف الرئوي مجهول السبب، أو غير ذلك؛ يؤخر الخطأ التشخيصي التعرف على العامل المسبب.

## أنماط أمراض الرئة المهنية

### الربو المهني
الربو مرض تنفسي يمكن أن يحدث أو يتفاقم نتيجة التعرض للمواد في مكان العمل، ويمتاز الربو بحدوث تضيق نُوَبي في السبيل التنفسي. أسباب الربو المهني متنوعة، منها التحسس من مادة معينة، أي الاستجابة الأرجية لمادة ما؛ أو التهيج بسبب مادة يستنشقها المريض في مكان العمل. ويمكن أن يؤدي التعرض لمواد معينة إلى تفاقم الربو الموجود أساسًا. العاملون في تصنيع الإيزوسيانات، والذين يستخدمون القفازات المطاطية، والموظفون في بيئة مكتبية مغلقة أكثر عرضة للإصابة بالربو المهني مقارنةً بالعامل الأمريكي العادي. يعاني نحو مليوني شخص في الولايات المتحدة من الربو المهني.

### التهاب القصيبات المُسد
التهاب القصيبات المسد مرض تنفسي ناتج عن إصابة الشعب الهوائية الصغيرة، واسمها القصيبات. أُبلغ عن حدوثه بعد استنشاق السموم والغازات مثل غاز كبريتيد الخردل وأكاسيد النيتروجين وثنائي الأسيتيل (المستخدم في تصنيع الكثير من نكهات الأطعمة والمشروبات)، وأسيتيل بروبيونيل، والرماد المتطاير، والألياف الزجاجية.

### الداء الرئوي الساد المزمن
الداء الرئوي الساد المزمن مرض تنفسي يمكن أن يشمل التهاب القصبات المزمن و/أو النفاخ الرئوي. يمكن عزو نحو 15٪ من حالات الداء الرئوي الساد المزمن في الولايات المتحدة إلى التعرض المهني، بما في ذلك التعرض للسيليكا وغبار الفحم. العاملون في التعدين والبناء والصناعة (خاصة صناعة النسيج والمطاط والبلاستيك والجلود) والبناء والمرافق العامة أكثر عرضة لخطر الإصابة بالداء الرئوي الساد المزمن مقارنة بالعامل الأمريكي العادي.

### الالتهاب الرئوي بفرط التحسس التهاب فرط التحسس الرئوي
الالتهاب الرئوي بفرط التحسس (ويسمى أيضًا التهاب الأسناخ التحسسي، أو رئة مزمار القربة، أو التهاب الأسناخ الأرجي الخارجي) هو التهاب في الحويصلات الهوائية داخل الرئة ناتج عن فرط التحسس من الغبار العضوي المستنشق.

### سرطان الرئة
وجد ارتباط بين عدة أصناف من الإشعاعات المؤينة، والمواد والمخاليط الكيميائية، والتعرض المهني، والمعادن، والغبار، والألياف من جهة والإصابة بسرطان الرئة من جهة ثانية.

### ورم المتوسطة
ورم المتوسطة سرطان في الظهارة المتوسطة، التي يتشكل منها غشاء الجنب، وهو الغشاء المغطي للرئتين. يحدث ورم المتوسطة نتيجة التعرض للأسبستوس.

### تغبر الرئة
من أمراض الرئة المهنية تغبّر الرئة، وينتج عن تراكم الغبار في الرئتين ورد فعل الجسم على وجوده. أكثر أنواع تغبر الرئة شيوعًا السُحار السيليسي، وسُحار عمال الفحم، وداء الأسبستوز. ومن الأمثلة الأخرى التغبر الناتج عن استنشاق المعادن (مثل الكاولين، التالك، الميكا)، والتسمم بالبيريليوم، وأمراض المعادن الصلبة، وتغبر الرئة بكربيد السيليكون.